# Белобровая альциппа
Белобровая альциппа (лат. Fulvetta vinipectus) — вид птиц из семейства суторовых. Как и других представителей рода, его долгое время относили к роду Alcippe (семейство тимелиевых). Выделяют восемь подвидов.

## Распространение
Обитают на Индийском субконтиненте и в Юго-Восточной Азии на территории Бутана, Индии, Мьянмы, Непала и Вьетнама.

## Описание

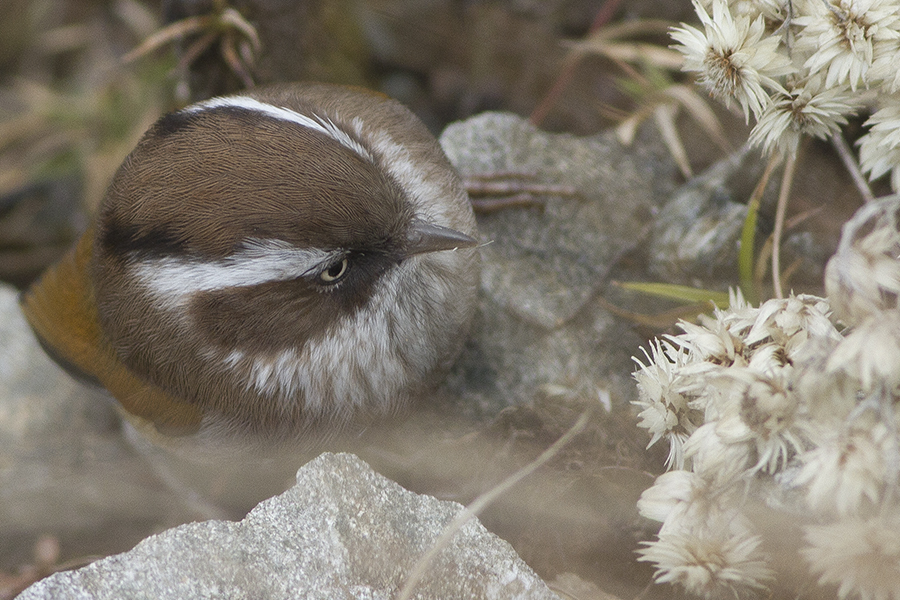
Окраска головы птицы подвида Fulvetta vinipectus chumbiensis, Сикким, Индия.

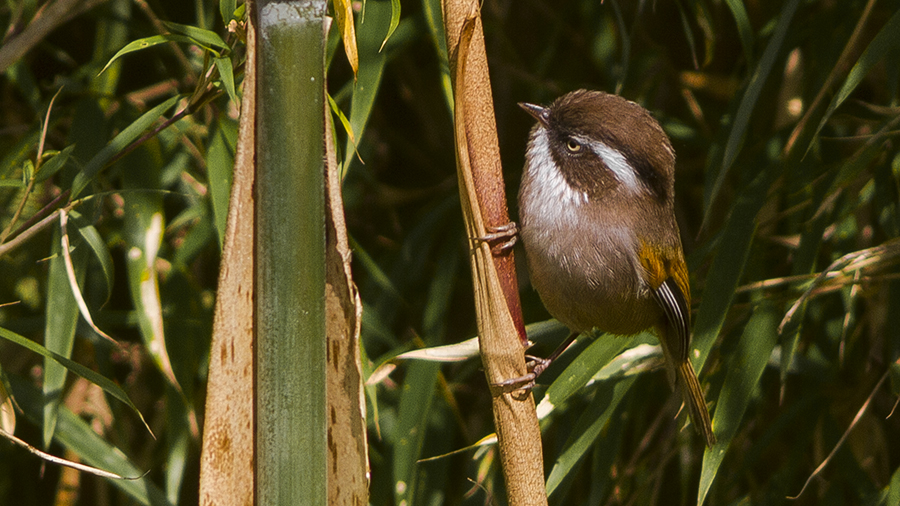
Подвид Fulvetta vinipectus chumbiensis, Pangolakha Wildlife Sanctuary, Сикким, Индия.

Длина тела 10.5—12 см. Масса 9—13 г. Птицы окрашены в светло-коричневый и охряный цвет. На голове тёмная маска.

## Биология
В сезон размножения питаются почти исключительно насекомыми, предпочитая гусениц. В другие сезоны едят также ягоды и мелкие семена.

## Охранный статус
МСОП присвоил виду охранный статус LC.